# Tmeticus
Tmeticus Menge, 1868 è un genere di ragni appartenente alla famiglia Linyphiidae.

## Distribuzione
Le sette specie attribuite a questo genere sono state reperite nella regione paleartica: tre di esse sono endemismi del Giappone.

## Tassonomia
Questo genere è stato rimosso dalla sinonimia con Micryphantes C.L. Koch, 1833 a seguito di uno studio degli aracnologi Locket & Millidge del 1953; come già era stato accennato in un precedente lavoro di Bishop & Crosby (1935c).
A giugno 2012, si compone di sette specie:
- Tmeticus affinis (Blackwall, 1855)[3] — Regione paleartica
- Tmeticus neserigonoides Saito & Ono, 2001 — Giappone
- Tmeticus nigerrimus Saito & Ono, 2001 — Giappone
- Tmeticus nigriceps (Kulczyński, 1916) — Norvegia, Russia
- Tmeticus ornatus (Emerton, 1914) — USA
- Tmeticus tolli Kulczyński, 1908 — Russia
- Tmeticus vulcanicus Saito & Ono, 2001 — Giappone

### Specie trasferite
- Tmeticus auritus Fage, 1938; trasferita al genere Mermessus O. P.-Cambridge, 1899[1].
- Tmeticus bipunctis (Bösenberg & Strand, 1906); esemplari reperiti in Russia e Giappone; specie trasferita al genere Paratmeticus Marusik & Koponen, 2010[1].
- Tmeticus denticulatus Hull, 1896; trasferita al genere Halorates Hull, 1911[1].
- Tmeticus dentisetis (Grube, 1861); trasferita al genere Allomengea Strand, 1912[1].
- Tmeticus hipponensis Simon, 1926; esemplare rinvenuto in Algeria; specie trasferita al genere Gongylidiellum Simon, 1884[1].
- Tmeticus japonicus Oi, 1960; trasferita al genere Paratmeticus Marusik & Koponen, 2010[1].
- Tmeticus yunnanensis Schenkel, 1963; trasferita al genere Hylyphantes Simon, 1884[1].

### Sinonimi
- Tmeticus difficilis Kulczyński, 1926; trasferita qui dal genere Centromerus Dahl, 1886, e posta in sinonimia con T. tolli Kulczyński, 1908 a seguito di un lavoro di Marusik & Koponen del 2010[1].
- Tmeticus dubius Kulczyński, 1926; trasferita qui dal genere Centromerus Dahl, 1886, e posta in sinonimia con T. tolli Kulczyński, 1908 a seguito di un lavoro di Marusik & Koponen del 2010[1].
- Tmeticus vilis (Kulczyński, 1885); trasferita qui dal genere Oedothorax Bertkau, 1883, e posta in sinonimia con T. tolli Kulczyński, 1908 a seguito di un lavoro di Marusik & Koponen del 2010.; N.B.: è una vecchia denominazione soppressa per mancata presenza nelle pubblicazioni[1].